# إيفان دوديتش
إيفان دوديتش (بالسيريلية الصربية: Иван Дудић) هو لاعب كرة قدم صربي في مركز الدفاع، ولد في 13 فبراير 1977 في زمون ‏ في صربيا. شارك مع منتخب صربيا تحت 21 سنة لكرة القدم ومنتخب صربيا والجبل الأسود لكرة القدم. أما مع النوادي، فقد لعب مع النجم الأحمر بلغراد وراد بيوغراد وزالايغيرزيغي تورنا إغيليت وسبورتينغ لشبونة ونادي أويبست ونادي بنفيكا ونادي مونز.

## وصلات خارجية
- إيفان دوديتش على موقع قاعدة بيانات كرة القدم.إي يو (الإنجليزية)
- إيفان دوديتش على موقع ناشيونال فوتبول تيمز (الإنجليزية)
- إيفان دوديتش على موقع Soccerbase.com (لاعب) (الإنجليزية)